# مدیسون میلی
مدیسون میلی (انگلیسی: Madison Mailey؛ زادهٔ ۲۲ اکتبر ۱۹۹۶) قایقران روئینگ زن اهل کانادا است.
وی در مسابقات کشوری و بین‌المللی در مجموع برندهٔ ۲ مدال طلا، ۱ مدال نقره شده‌است.